# Glienicker Lake
Die Glienicker Lake (selten: Glienicker Lanke) ist ein 550 Meter langer und bis zu 300 Meter breiter See, der bei Kilometer 28,37 zwischen Berlin und Potsdam in die Potsdamer Havel einmündet. Sie zählt rechtlich zur Bundeswasserstraße Teltowkanal; zuständig ist das Wasserstraßen- und Schifffahrtsamt Spree-Havel. Eigentlich bezeichnet Lake (auch: Laake) einen zu- und abflusslosen See, der langsam verlandet. In diesem Fall trifft das nicht zu, was eine Ableitung von der in Berlin und Brandenburg verbreiteten Bezeichnung Lanke nahelegt.

## Name
Der Name stammt vom altpolabischen Wort *glina für 'Lehm' ab und entsprechend ist der See nach dem lehmigen Boden benannt.

## Lage
Begrenzt wird die Glienicker Lake im Nordosten vom Berliner Ortsteil Wannsee des Bezirks Steglitz-Zehlendorf. Der auch im Nordosten auf der Wannseeinsel liegende Stadtteil Klein Glienicke gehört aber zu Potsdam-Babelsberg, das im Südwesten liegt. Östlich der Glienicker Lake sind Klein Glienicke und Babelsberg durch die Parkbrücke verbunden.

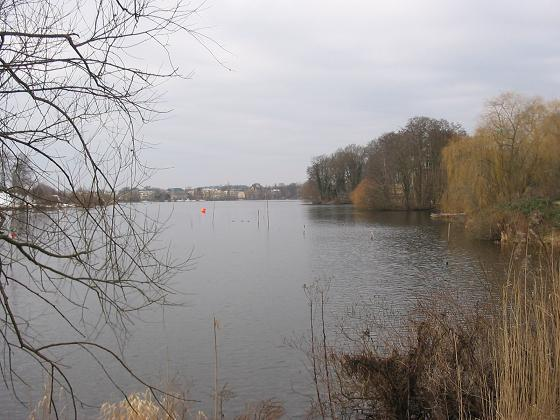
Blick von Klein Glienicke nach Potsdam

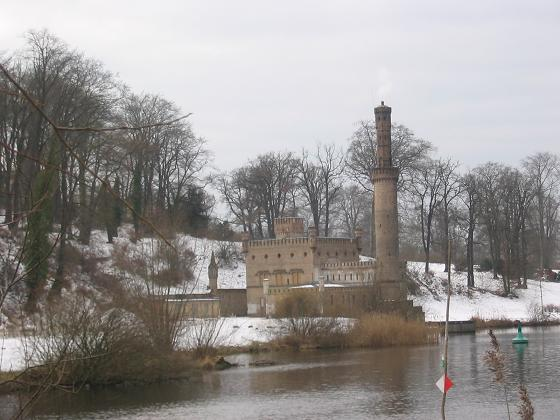
Maschinenhaus am Südufer im Park Babelsberg

Die Glienicker Lake beginnt am Westende des rund 400 Meter langen Verbindungskanals zwischen Griebnitzsee und Lake. Über diese Enge führt die Parkbrücke. Die Glienicker Lake endet in der Potsdamer Havel unmittelbar südlich der Glienicker Brücke. An dieser Brücke zweigt die Potsdamer Havel aus dem Jungfernsee der Unteren Havel-Wasserstraße ab und fließt durch die Babelsberger Enge und den Tiefen See nach Südwesten Richtung Potsdam.

## Geschichte

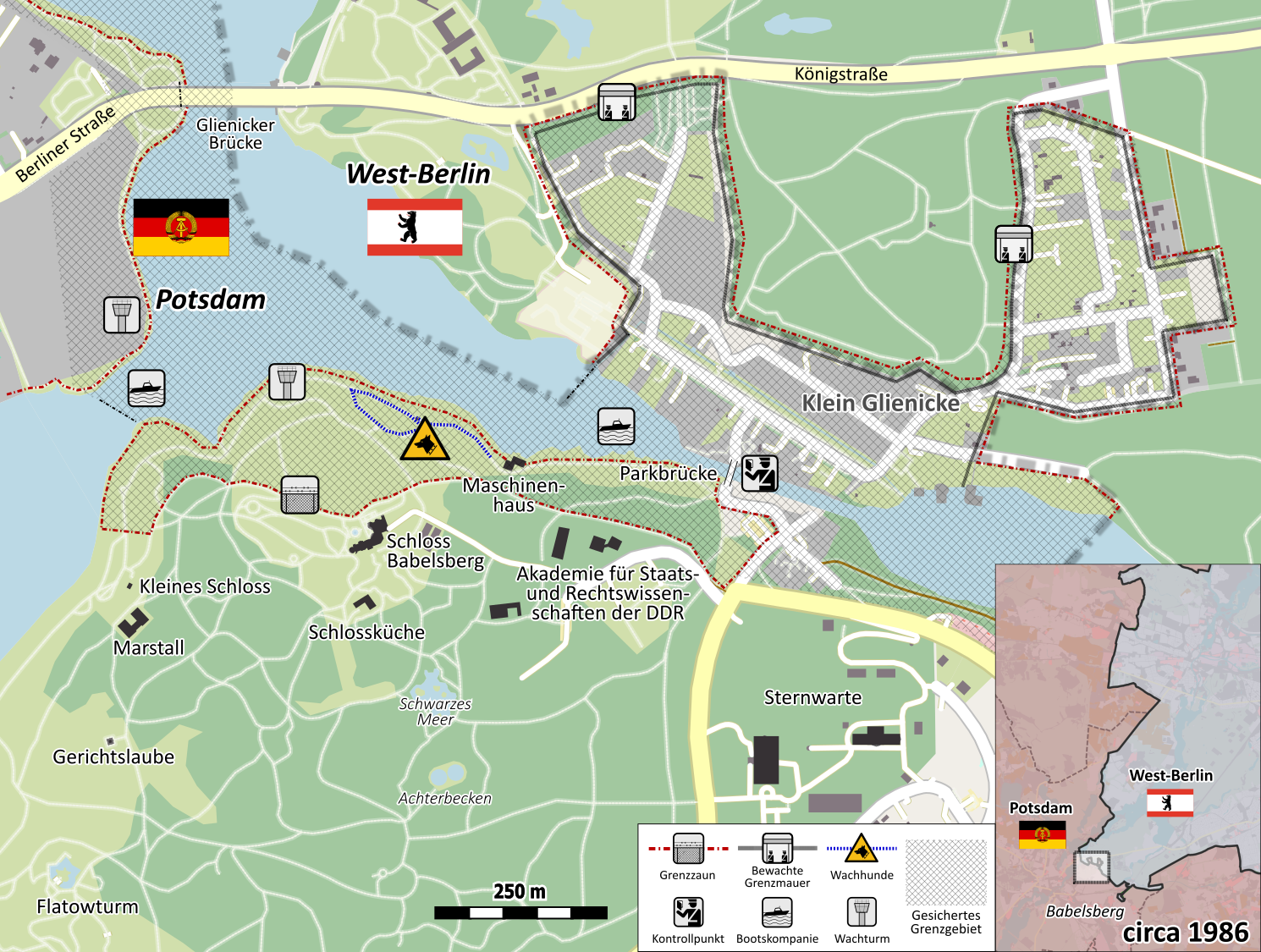
Während der deutschen Teilung lag die Glienicker Lake im Grenzgebiet zwischen West-Berlin und Potsdam.

Durch die Glienicker Lake und an ihrem Ostende auf der Wannseeinsel führt die Stadtgrenze zwischen Berlin und Potsdam, die gleichzeitig die Landesgrenze zwischen Berlin und Brandenburg ist. Bis zur deutschen Wiedervereinigung war dieses Grenzgewässer stark gesichert. Die Glienicker Lake war der letzte See in West-Berlin, der nach dem Bau der Berliner Mauer bis zur Öffnung 1990 von West-Berlin aus in Richtung Potsdam befahrbar war. Von 1954 bis 1961 befand sich hier einer der Berliner Grenzübergänge für die Binnenschifffahrt.

## Landschaft, Sehenswürdigkeiten
Das historische Dorf Klein-Glienicke liegt landschaftlich reizvoll zu Füßen des 66 Meter über NN liegenden Böttcherberges mit seinem Wahrzeichen Loggia Alexandra, den der Gartenarchitekt Peter Joseph Lenné in den 1860er Jahren in die Gestaltung des gegenüberliegenden Parks Babelsberg einbezog. Am nordöstlichen Ufer der Glienicker Lake folgen das Jagdschloss Glienicke und Wälder des Berliner Forstes. Am südwestlichen Ufer liegt der ausgedehnte Park Babelsberg mit dem seinerzeit innovativen Dampfmaschinenhaus, das nach Plänen von Ludwig Persius in den Jahren 1843–1845 mit schmucken Zinnen, Türmchen und Erker unmittelbar am Ufer entstand. Einige Meter landeinwärts liegen das Schloss Babelsberg und die Universität Potsdam.